# Hoplopleuridae
Hoplopleuridae – rodzina skórnych pasożytów ssaków należących do rzędu Phthiraptera. Powodują chorobę zwaną wszawicą.
Hoplopleuridae stanowią rodzinę składającą się obecnie z 6 rodzajów:
- Ancistroplax - w rodzaju tym występuje obecnie 5 gatunków
- Haematopinoides - w rodzaju tym występuje obecnie 1 gatunek
  - Haematopinoides squamosus
- Hoplopleura
  - Hoplopleura acanthopus 
  - Hoplopleura affinis
  - Hoplopleura captiosa
  - Hoplopleura longula
- Paradoxophthirus
  - Paradoxophthirus emarginata
- Pterophthirus
- Schizophthirus
  - Schizophthirus pleurophaeus